# Volo UPS Airlines 6
Il volo UPS Airlines 6 era un collegamento cargo operato dalla UPS Airlines. Il 3 settembre 2010, il Boeing 747-400F in volo tra Dubai, negli Emirati Arabi Uniti, e Colonia, in Germania, precipitò a seguito di un incendio sviluppatosi in volo; questo provocò la morte di entrambi i membri dell'equipaggio, le uniche persone a bordo. È stato il primo incidente aereo mortale per UPS Airlines. L'incidente ha indotto a rivalutare le procedure di sicurezza che proteggono gli aerei di linea dal fumo nella cabina di pilotaggio.

## L'aereo
Il velivolo coinvolto nell'incidente era un Boeing 747-400F immatricolato N571UP, consegnato alla UPS Airlines nel settembre 2007. Aveva volato per più di 10 000 ore e aveva subito un'importante ispezione nel giugno 2010. L'aereo era spinto da quattro motori turboventola General Electric CF6-80C2B5FG01, ed era uno dei Boeing 747-400 più recenti (n. 1.393 di 1.418; il 26° dall'ultimo) costruiti prima dell'introduzione del successivo 747-8.

## L'antefatto
Dopo essere arrivato da Hong Kong nelle prime ore della giornata, il volo 6 partì dall'aeroporto Internazionale di Dubai alle 18:53 ora locale (14:53 UTC) il 3 settembre 2010, diretto all'aeroporto di Colonia-Bonn in Germania. L'equipaggio designato era formato dal comandante Doug Lampe, 48 anni, di Louisville e dal primo ufficiale Matthew Bell, di Sanford 38 anni. Lampe volava per UPS Airlines da 15 anni e aveva accumulato oltre 11 000 ore di volo, di cui 4 000 sul Boeing 747-400. Bell aveva rispettivamente 4 anni e 5 500 ore, di cui 77 nel 747-400.

## L'incidente
Alle 19:15, il messaggio FIRE MAIN DK FWD apparve sul display EICAS superiore e l'equipaggio segnalò un incendio nella cabina di pilotaggio quando l'aereo si trovava a circa 120 miglia nautiche (220 km) a ovest-nordovest di Dubai. Poco dopo venne dichiarata l'emergenza. I piloti erano sotto il controllo del controllo del traffico aereo (ATC) del Bahrein e inizialmente non potevano contattare l'ATC di Dubai a causa del fumo denso che entrava nella cabina di pilotaggio e oscurava il pannello radio. Sebbene fosse stata offerta loro una deviazione di 100 miglia nautiche (190 km) verso Doha, in Qatar, il comandante Lampe decise di tornare a Dubai. Il fumo denso richiese ai piloti di comunicare con gli aerei vicini tramite VHF per trasmettere messaggi all'ATC del Bahrein, poiché Bell non era in grado di vedere la radio attraverso il fumo. Gli aerei che tentarono di aiutare nella trasmissione dei messaggi dall'UPS 6 includevano tre Boeing 737-800 operati da Flydubai e il 747-400 della Dubai Royal Air Wing, nominativo Dubai One.
Lampe disattivò il pilota automatico per far volare l'aereo manualmente. Facendo ciò, scoprì di non avere il controllo dello stabilizzatore. Il fuoco aveva bruciato il rivestimento protettivo ignifugo che copriva la stiva e aveva distrutto il sistema di controllo di volo primario, paralizzando il 747. Alle 19:20, la maschera di ossigeno di Lampe si esaurì e il comando dell'aereo passò al primo ufficiale Bell. Il comandante lasciò il suo posto per recuperare la maschera di ossigeno del sistema di riserva (EROS), che era riposta dietro il suo posto. Tuttavia, perse conoscenza subito dopo a causa dell'ipossia dopo aver inalato il fumo acre e crollò sul pavimento della cabina di pilotaggio. Si pensava che l'incendio avesse interrotto anche l'apporto di ossigeno alla maschera EROS, lasciando Lampe senza ossigeno per tornare al posto di pilotaggio e far volare l'aereo. A Bell fu indicato di atterrare sulla pista 12L dell'aeroporto.
L'aereo era troppo alto durante l'avvicinamento e il carrello non si era esteso. L'aereo sorvolò l'aeroporto prima di effettuare una virata stretta. Bell tentò di virare verso l'aeroporto assegnato per l'atterraggio d'emergenza, ma svoltò erroneamente nella direzione sbagliata (195° invece di 095°). Il contatto radar venne perso poco dopo, alle 19:42 UTC. Alla fine l'aereo colpì il suolo con un angolo basso e ad alta velocità in un'area disabitata tra una strada e un'autostrada, mancando di poco la Dubai Silicon Oasis. L'ala destra colpì per prima il suolo e il 747 in fiamme slittò di alcuni metri, esplodendo in una palla di fuoco, uccidendo all'istante sia Bell che Lampe privo di sensi. Molti dei primi rapporti sono stati emessi dai piloti Emirates che vivono nella zona.

## Le indagini

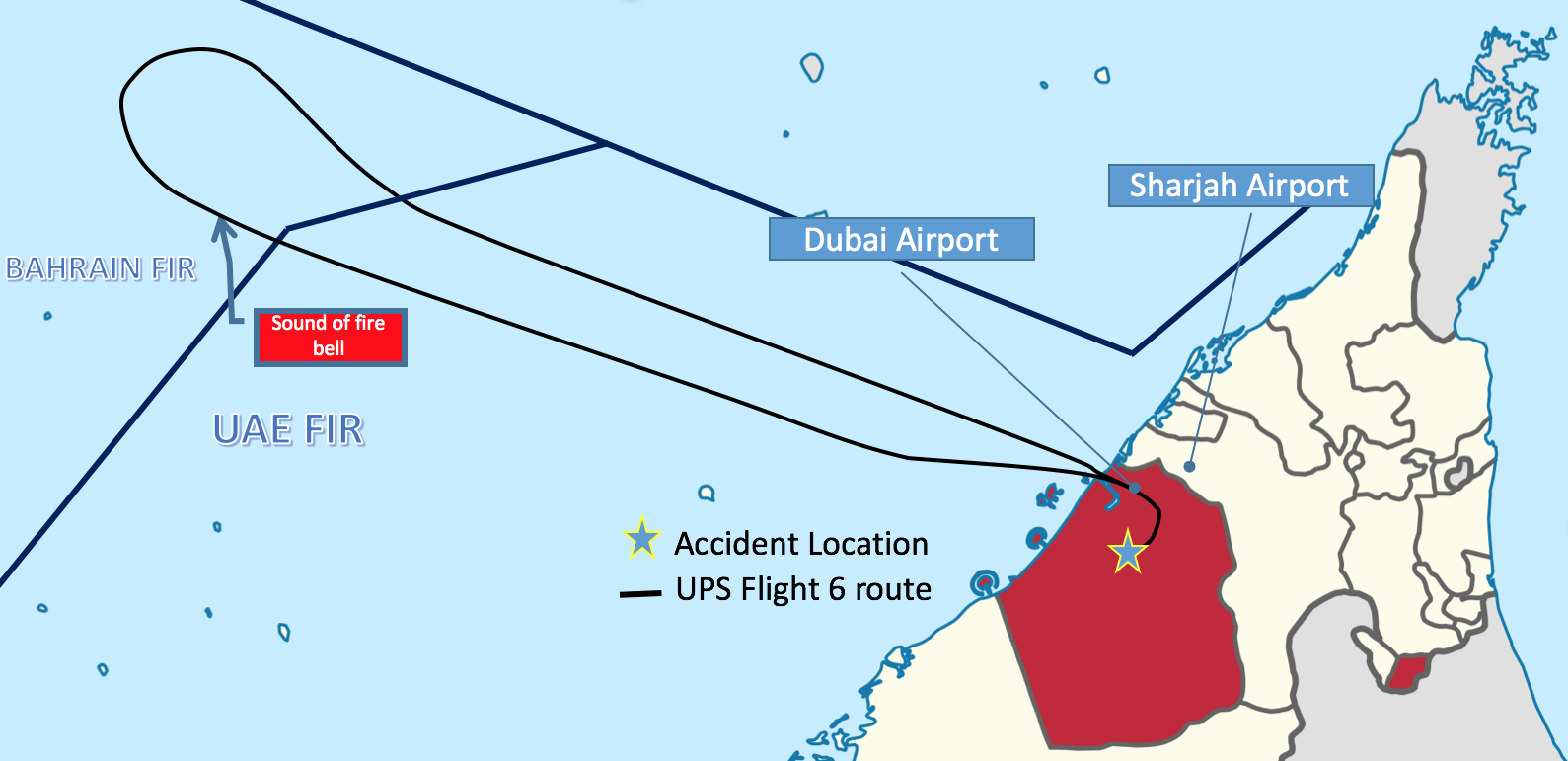
Rotta del Volo UPS 6.

Per accertare le cause dell'incidente venne nominata una commissione di inchiesta presieduta dalla General Civil Aviation Authority con il supporto della Boeing, come azienda costruttrice del velivolo, e della General Electric come costruttore dei motori.
Sul luogo dell'incidente gli investigatori acquisirono il Cockpit Voice Recorder e il Flight Data Recorder in buone condizioni e poterono analizzare le condizioni dei vari rottami. Diversi elementi tra cui la scala per raggiungere la cabina presentavano bruciature compatibili con un incendio nella stiva. Il Boeing aveva caricato a Hong Kong diverso materiale elettronico tra cui batterie al litio, macchine del caffè, cellulari, scarpe, sistemi di navigazione per auto, memorie di massa USB, ecc. L'attenzione degli investigatori si rivolse subito verso le batterie al litio che erano caricate nella parte anteriore del velivolo, dove era scattato il primo allarme antincendio. Le prove tecniche stabilirono che effettivamente l'incendio era partito da una serie di batterie, contenute in un battery-pack, che si auto-incendiarono. Si sviluppò quindi una reazione a catena che coinvolse il carico vicino estendendo le fiamme a quasi tutta la stiva.
Al momento dell'inversione di rotta, l'aeroporto più vicino dove atterrare non era quello di partenza, cioè Dubai, che distava 337 km, bensì l'aeroporto di Doha distante solamente 185 km. Il motivo di tale scelta non è stato appurato dalla commissione di inchiesta. La progressiva perdita dei comandi di volo è da attribuire alle alte temperature che avevano dilatato i cavi che collegavano le cloche in cabina con i comandi di volo posti nella parte posteriore del velivolo. Solo con l'autopilota inserito era possibile controllare l'assetto poiché i segnali erano inviati elettricamente.
Il malfunzionamento della maschera del comandante Lampe era da attribuire alle alte temperature che avevano danneggiato l'attacco della maschera al circuito di emergenza dell'ossigeno.
Il fattore delle comunicazioni radio ebbe un ruolo primario nel disastro; la serie di relay che collegava il Boeing con i controllori del traffico aereo aveva creato una sequela di incomprensioni e malintesi.
Infine, la mancata estensione del carrello era stata verosimilmente causata dalla perdita di tensione dei cavi metallici che collegavano i meccanismi con la leva in cabina.

## Conseguenze
Nell'ottobre 2010, la Federal Aviation Administration (FAA) degli Stati Uniti emise un avviso di sicurezza per gli operatori evidenziando il fatto che il carico a bordo del volo 6 conteneva una grande quantità di batterie al litio. La FAA emise una restrizione al trasporto di batterie al litio alla rinfusa sui voli passeggeri. Boeing disse che le liste di controllo antincendio del 747-400F sarebbero state modificate per istruire i piloti che almeno uno dei tre sistemi di climatizzazione deve essere lasciato in funzione per evitare un eccessivo accumulo di fumo sul ponte di volo.
L'incidente ravvivò le preoccupazioni sugli effetti del fumo nella cabina di pilotaggio, sollevando la questione se nell'aviazione commerciale dovessero essere introdotte cappe antifumo o unità di visione gonfiabili. Nel periodo dell'incidente, il National Transportation Safety Board (NTSB) degli Stati Uniti aveva chiesto alla FAA di imporre l'installazione di sistemi di estintori automatici nelle stive degli aerei cargo. UPS Airlines seguì le normative FAA, secondo cui i piloti dovrebbero depressurizzare la cabina principale e salire a un'altitudine di almeno 20 000 piedi (6 100 m) dopo aver rilevato un incendio in modo da privare le fiamme dell'ossigeno.
Al-Qaeda nella Penisola Arabica (AQAP) rivendicò la responsabilità dell'incidente oltre al complotto dell'attentato aereo transatlantico del 2010. Tuttavia, gli investigatori degli Stati Uniti e degli Emirati Arabi Uniti avevano affermato di non aver trovato alcuna prova di un'esplosione o di un coinvolgimento terroristico in quell'incidente ed erano scettici riguardo a tale affermazione. Suggerirono che probabilmente si trattava di un tentativo dell'AQAP di rafforzare la propria immagine. Il 10 settembre, l'FBI e il Dipartimento per la sicurezza interna degli Stati Uniti confermarono che l'AQAP non era coinvolta nell'incidente.

## Nella cultura di massa
L'incidente del volo 6 della UPS è stato analizzato nell'episodio Consegna fatale della quindicesima stagione del documentario Indagini ad alta quota trasmesso dal National Geographic Channel.